# Gera (ROS 223)
Pour les articles homonymes, voir Gera (homonymie).
Le Gera ROS 223 est un ancien chalutier de haute-mer construit en 1959/60 au chantier naval Peene à Wolgast qui faisait partie de la flotte de pêche au large du Fischkombinat Rostock, une entreprise d'État dans l'ex-République démocratique allemande (RDA), depuis 1961 et est aujourd'hui le dernier chalutier à pêche latérale restant en Allemagne.
Depuis 1990, il est un musée flottant de la pêche hauturière dans le port de pêche de Bremerhaven. En tant que navire musée il appartient au Historisches Museum Bremerhaven .

## Historique

### Pêche en haute mer en RDA
En République démocratique allemande, la pêche hauturière a commencé au début des années 1950. En 1952, deux entreprises de pêche ont été créées en tant que sociétés d'État (Volkseigener Betrieb VEB) à cet effet. Alors que les pêcheries de Sassnitz combinent principalement la pêche côtière de la mer Baltique et de la côte norvégienne, les pêcheries de Rostock se concentrent sur la pêche en haute mer aux plus loin de l'Atlantique Nord, jusqu'au large de l'Islande et du Groenland. Plus tard, ils ont pêché au large du Canada et de l'Afrique.
Les chalutiers latéraux ont dominé la pêche en haute mer jusqu'aux années 1960. Lors de la pêche, le chalut était déployé sur le côté tribord du navire et hissé à l'aide d'un treuil de filet et de la force musculaire de l'équipage du navire. Les prises étaient ensuite abattues à la main et stockées sur de la glace. La pêche en haute mer sur les chalutiers latéraux était un travail physique extrêmement pénible et dangereux pour l'équipage.
Le Gera a été déployé en 1961, la dernière année où des chalutiers latéraux étaient encore mis en service en Allemagne de l'Est et de l'Ouest pour la pêche en haute mer. Les chalutiers arrière construits depuis 1957 sont devenus de plus en plus populaires. Le Gera a été utilisé comme chalutier latéral dans la pêche hauturière jusqu'à la fin des années 1970. Jusqu'en 1990, il fut utilisé comme navire de ravitaillement et de transport pour la flotte de pêche Fischkombinats Rostock.

### Préservation
Au printemps 1990, Reinhard Meiners, directeur général du Fischereihafen-Betriebs- und Entwicklungsgesellschaft Bremerhaven mbH (FBEG), découvrit le chalutier Gera, désormais abandonné, en visitant l'entreprise de Rostock. Peu de temps après, une délégation de Bremerhaven sous la direction du directeur du Bremerhaven Morgenstern Museum (aujourd'hui Historisches Museum Bremerhaven), Alfred Kube, a visité le chalutier. La municipalité de Bremerhaven a pris la décision unanime de sauver ce chalutier latéral de la démolition et de le transférer à Bremerhaven pour en faire un navire musée.
En juin 1990, le Gera a été transféré de Rostock à Bremerhaven. Non seulement le directeur du musée Alfred Kube, mais aussi le dernier équipage du Gera ont participé à cette traversée, sur laquelle le contrat d'achat avec la ville de Bremerhaven a été conclu. Le Gera a changé de mains pour le montant symbolique de 1 DM. Le 15 juin 1990, le Gera est arrivé au port de pêche de Bremerhaven avec une forte participation du public. Depuis le 27 juin 1993, il est accessible aux visiteurs en tant que navire-musée dans le port.
Le Gera donne un aperçu authentique du monde difficile de la pêche en haute mer ouest et est-allemande sur les chalutiers latéraux. Leur équipement a été entièrement préservé. Les visiteurs peuvent voir toutes les zones du navire. Le pont de capture, la soute, la salle des machines ainsi que les chambres de l'équipage et les toilettes sont visibles. Les moteurs et lamachinerie sont encore intacts à ce jour et sont régulièrement mis en service dans le cadre de démonstrations.
L'association Freundeskreis FMS Gera a été fondé en 1993. Ce cercle de bénévoles du navire musée appartient à l'association de parrainage de l'Historisches Museum Bremerhaven et s'est donné pour mission de maintenir le Gera en tant que navire musée et de soutenir la communication publique de l'histoire de la pêche en haute mer allemande sur celui-ci. De nombreux membres bénévoles sont d'anciens pêcheurs hauturiers et techniciens de navires qui fournissent aux visiteurs des informations et une histoire de première main.

## Galerie

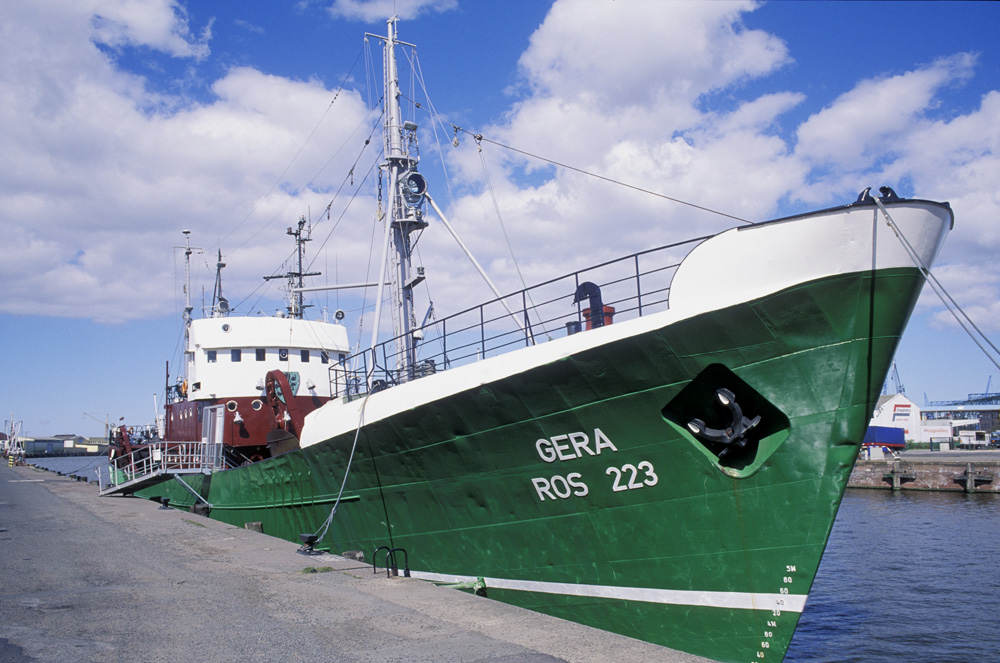
A Bremerhaven en 2013
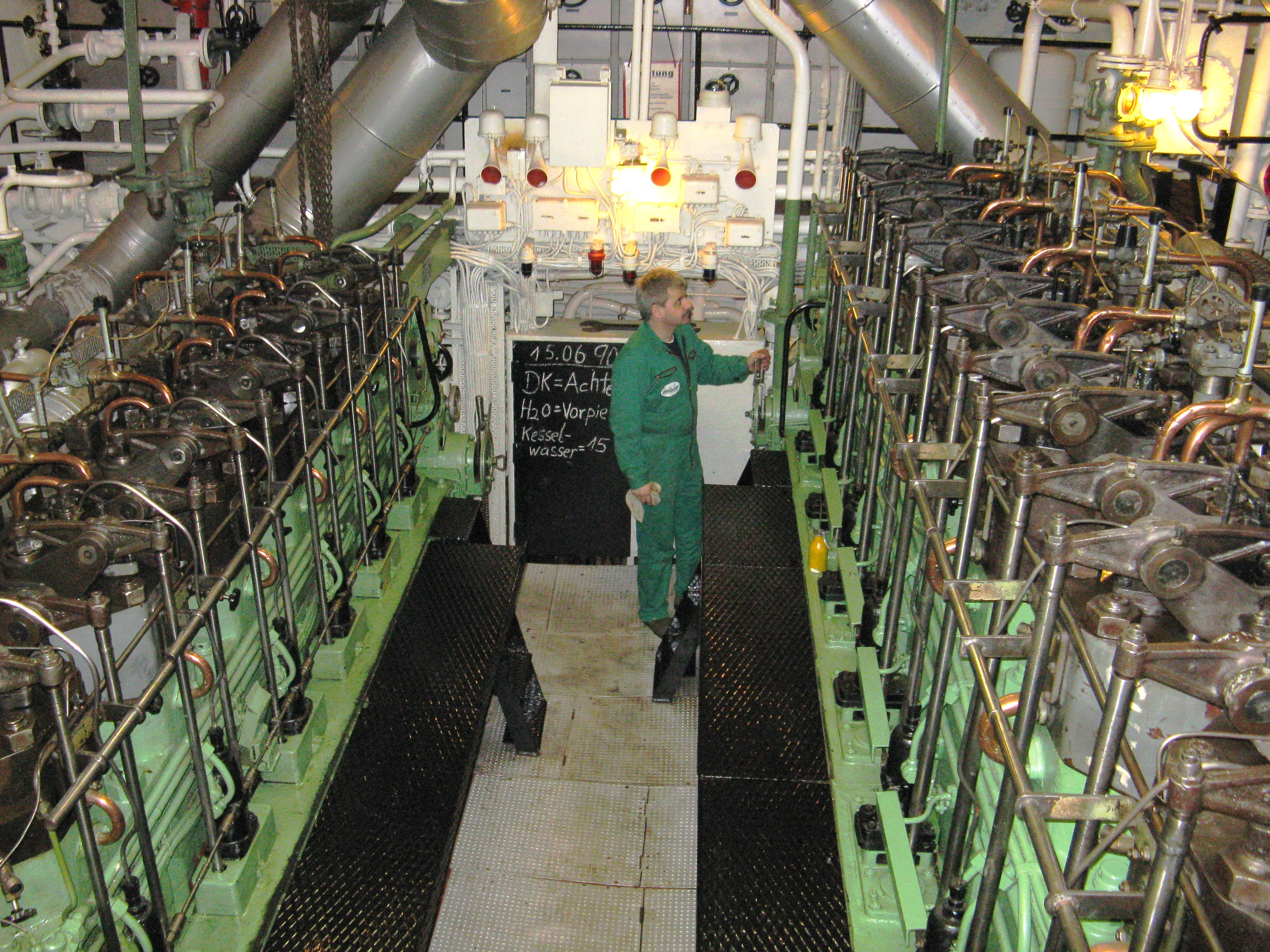
Salle des machines
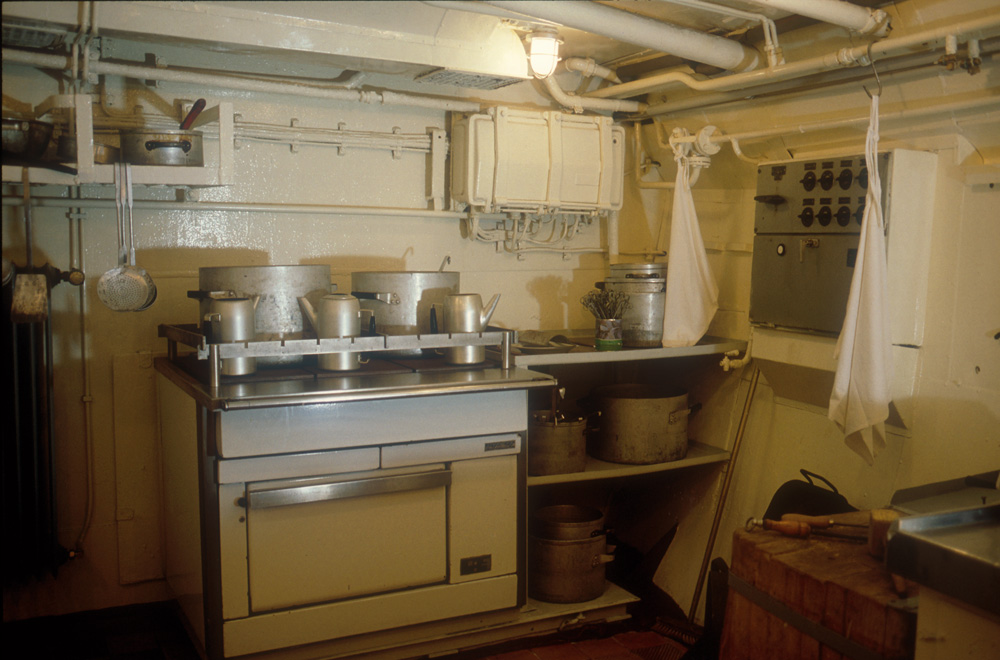
Cuisine
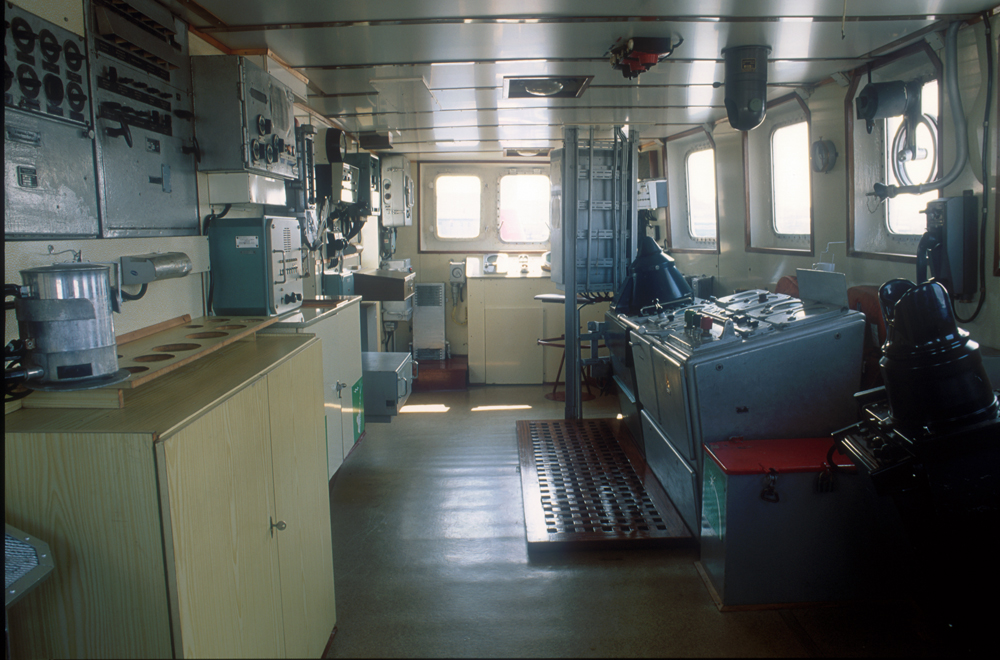
Poste de pilotage